# Topatangi
Topatangi es un grupo musical de la Isla de Pascua (Chile) que cultiva el folclore rapa nui, perteneciente a la música polinesia. Su estilo es una equilibrada mezcla de folclore, country,  y algo de pop-rock. Todas estas influencias por diferentes que parezcan coexisten en la vida de Isla de Pascua.
El grupo nace el año 1998 con Tomás Tepano (ukelele tahitiano y voz) y Peteriko Pate (guitarra solista y voz) quienes se juntan y componen una canción Hokulea, en honor a la embarcación hawaiana que navega al estilo tradicional polinesica. Esta canción fue un rotundo éxito en la pequeña comunidad de Isla de Pascua o Rapa Nui. Ellos deciden crear un nuevo sonido agregando la batería y el bajo eléctrico al típico sonido del folclore rapa nui y se integra Tuki(Exequiel "Bison" Zuñiga Tuki) en el bajo eléctrico y Pota (hijo de Peteriko) en la batería, la formación se completa con Oso en guitarra rítmica electroacústica, Turo en percusión y Ceto en cuatro. Con esta agrupación viajan a Santiago de Chile a graban su primer disco llamado “Moevarua” (sueño) en donde se incluye “Hokulea” (grabada ahora de manera profesional). 
Este disco. (Producido Grabado y Mezclado por Walter González),  fue un rotundo éxito de ventas en Isla de Pascua. Dado el éxito de este disco el grupo se afianza en el limitado escenario musical rapa nui como un referente de estilo importantísimo para el folclore de la isla. Luego en el año 2001 graban su segunda producción llamada “Hoko hitu” (Siete) el número de integrantes de la banda. (Producido Grabado y Mezclado por Walter González). En esta placa Tuki(Bison) le agrega la guitarra eléctrica al sonido del grupo. Ese mismo año producto de la grabación de este disco se integra en guitarra eléctrica como músico invitado Marcelo Collao en guitarra eléctrica.
El año 2004 graban su tercera producción “A’ati hoi” (Carrera de caballos). Este disco consagra el estilo y la fama del grupo más allá de Isla de Pascua llevándolos de gira por Tahití y Nueva Caledonia. 
Ese mismo año el grupo decide formar una sociedad comercial y abre un pub que lleva el nombre del grupo, así nace Pub Topatangi, que con el correr del tiempo se ha transformado en el punto de encuentro obligado de la bohemia rapa nui. Un año más tarde Pota abandona el grupo quedando vacante la plaza de baterista, desde ese momento ha habido una constante rotación de bateristas por la banda.

## Discografía
- Moe Varua  (1999?)

Temas y duraciones
1. Moe varua	 3:33
2. Tupuna	 4:13
3. Raé Paoa	 3:13
4. Ivi	         5:17
5. Tutu Pere'oa	 2:48
6. Tapura	 3:22
7. Topatangi	 3:10
8. Hokulea	 6:08
9. Manu Tea Tea	 3:07
10. Ovahe	 5:25
11. Mahinjo Ruku 2:46
12. Papa Rona	 2:29
13. Upa - Upa	 2:34

- 'A'ati Hoi (2004)

Temas y duraciones
1. Vaihu	3:53
2. Ngongoro	4:10
3. Veri Nui	3:01
4. Runu Pipi	3:18
5. Anoro	4:30
6. Ngiro Ngiro	3:35
7. Kiva Kiva	3:15
8. More Manava Mate 4:23
9. 'A'Ati Hoi	    3:57
10. Puku Rangi Manu 3:08
11. Solo Esperanza  4:00

- Topa mai (2008) (14 Temas)

- Datos: Q6148962